# Arashi no naka no hara
Arashi no naka no hara è un film del 1952 diretto da Kiyoshi Saeki.
Girata da Saeki sotto pseudonimo e in bianco e nero, la commedia venne sceneggiato da Toshio Yasumi e non è mai stata distribuita in Italia.